# 材料工学
材料工学（ざいりょうこうがく、英語：materials science and engineering）または材料科学（ざいりょうかがく、英語：materials science、マテリアルサイエンス）は、工学の一分野であり、物理学、化学等の知識を融合して新しい材料（素材）やデバイスの設計と開発、そして評価をおこなう学問である。
プロセス技術（結晶の成長、薄膜化、焼結、鋳造、鍛造、圧延、溶接、イオン注入、ガラス形成など）、分析評価技術（電子顕微鏡、X線回折、熱量計測など）および産業上の材料生産での費用対利潤の評価などを扱う。

## 歴史
材料工学という名は比較的新しいものであり、1990年代以降各大学で学科が出来始めた。以前は鉄鋼、金属、ポリマー、セラミックなどそれぞれの材料ごとに分かれていたが、現代の材料の重要性などにより材料の専門家が必要という背景がある。材料工学はいわば全ての工学分野の基盤であり、ある意味材料工学なくして工学自体が存在できないという位重要な分野である。日本は昔から半導体の研究や、白川英樹による導電性ポリアセチレンの発見、飯島澄男のカーボンナノチューブの発見など世界有数の材料工学国である。

## 材料の種類
- イオン結晶（ionic crystals）
- 共有結晶（covalent crystals）
- 金属（metals）
- 合金（alloy,intermetallics）鉄鋼材料のウェイトが大きい
- 半導体（semiconductors）
- 重合体（polymers）
- 合成材料（composite materials）
- ガラス材料（vitreous materials）

## 材料工学のトピック
| - 金属工学（冶金学含む） - 合金 - 半導体 - セラミックス - 生体材料 - 結晶学 - ナノテクノロジー - トライボロジー - ガラス - 相転移 | - 移動現象論 - 重合体 - 高分子材料工学 - 無機材料工学 - 材料強度学 - 材料力学 - 超伝導体 - 太陽電池 - 液晶 - 光ファイバー |

## 関連分野
- 物理学
  - 固体物理学
  - 凝縮系物理学
  - 応用物理学
- 化学
  - 物理化学
  - 化学工学

## 新興技術
| 材料・技術                             | 進歩状況 | 疎外されえる技術                       | 可能な応用                                                                         |
| -------------------------------------- | -------- | -------------------------------------- | ---------------------------------------------------------------------------------- |
| エアロゲル                             | 仮説階段 | 伝統的な断熱材、ガラス                 | 断熱ガラス、高熱・極寒用途向けスリーブ                                             |
| アモルファス金属                       | 試験中   | ケブラー                               | 装甲                                                                               |
| 導電性高分子                           | 試験中   | 導体                                   | より軽量で安価なワイヤー、帯電防止素材、有機太陽電池                               |
| フェムトテクノロジー, ピコテクノロジー | 仮説階段 |                                        | 核兵器、電力                                                                       |
| フラーレン                             | 試験中   | 合成ダイヤモンドやカーボンナノチューブ | プログラマブルマター                                                               |
| グラフェン                             | 試験中   | シリコンベースの集積回路               | より高い強度と重量比を持つ部品など                                                 |
| 高温超伝導                             | 早期     | 銅線、半導体集積回路                   | 損失のない導体、摩擦のないベアリング、磁気浮上, 超伝導電力貯蔵システム, 電気自動車 |
| 半透明コンクリート                     | 早期     | クラス                                 | 超高層ビルの建設                                                                   |
| メタマテリアル                         | 試験中   | 伝統的な光学材料                       | 顕微鏡, カメラ, 遮蔽装置                                                           |

## 著名な材料工学研究機関
アメリカ
- アリゾナ大学
- フロリダ大学
- ノースウェスタン大学
- マサチューセッツ工科大学

スウェーデン
- チャルマース工科大学

日本
- 東京大学
- 京都大学
- 東北大学 - 金属材料研究所を有し、鉄鋼材料に始まり先端材料まで幅広い研究を行っている。
- 物質・材料研究機構 - 理化学研究所、産業技術総合研究所とともに、特定国立研究開発法人に指定されている。

## 関連学会
- 応用物理学会
- 軽金属学会
- 日本金属学会
- 日本材料科学会
- 日本材料学会
- 日本セラミックス協会
- 日本MRS

## 参考資料
1. ↑  “Sto AG, Cabot Create Aerogel Insulation”. Construction Digital. (2011年11月15日).  オリジナルの2011年12月31日時点におけるアーカイブ。 2011年11月18日閲覧。
2. ↑  “Is graphene a miracle material?”. BBC Click. (2011年5月21日) 2011年11月18日閲覧。
3. ↑  “Could graphene be the new silicon?”. The Guardian. (2011年11月13日).  オリジナルの2013年9月2日時点におけるアーカイブ。 2011年11月18日閲覧。
4. ↑  “Applications of Graphene under Development”.   understandingnano.com. 2014年9月21日時点のオリジナルよりアーカイブ。2014年9月21日閲覧。
5. ↑  “The 'new age' of super materials”. BBC News. (2007年3月5日) 2011年4月27日閲覧。
6. ↑  “半透明のコンクリート市場は、2027年まで39.9％のCAGRで目覚ましい成長が見込まれています”. プレスリリース・ニュースリリース配信シェアNo.1｜PR TIMES (2021年1月29日). 2023年7月15日閲覧。
7. ↑  “Strides in Materials, but No Invisibility Cloak”. The New York Times. (2010年11月8日).  オリジナルの2017年7月1日時点におけるアーカイブ。 2011年4月21日閲覧。